# كيم ألين (لاعب كرة قاعدة)
كيم ألين (بالإنجليزية: Kim Allen)‏ هو لاعب كرة قاعدة أمريكي، ولد في 5 أبريل 1953 في فونتانا في الولايات المتحدة.

## وصلات خارجية
- كيم ألين على موقع الدوري الياباني لكرة القاعدة (الإنجليزية)
- كيم ألين على موقعبيزبول رفرنس.كوم (الدوري الرئيسي) (الإنجليزية)
- كيم ألين على موقعبيزبول رفرنس.كوم (الدوري الثانوي) (الإنجليزية)
- كيم ألين على موقع إي إس بي إن.كوم (أم.أل.بي) (الإنجليزية)
- كيم ألين على موقع مشجعي الرسوم البيانية (الإنجليزية)